# Stichus mermisoides
Stichus mermisoides — вид грибів, що належить до монотипового роду  Stichus.